# San José
San José (1401900 ab. nel 2016) è la capitale della Costa Rica, nonché il capoluogo della provincia e del cantone omonimo.
Il cantone sostanzialmente corrisponde all'area urbana della città ed è suddiviso in 11 distretti.
Principale centro economico e commerciale del paese ubicato nella Valle Centrale, sorge sulla Meseta Central. È servita dall'Aeroporto internazionale Juan Santamaría, il maggiore del Paese.

## Geografia fisica
San José sorge a un'altezza media di 1170 m s.l.m. su un altopiano fertile con lievi ondulazioni (Valle Centrale) circondato da montagne e bagnato da alcuni piccoli fiumi e torrenti.

### Clima
Il clima è caratterizzato da temperature comprese tra i 18 e i 22 °C.
La stagione delle piogge, come nel resto del paese inizia a maggio e dura fino a novembre. Le precipitazioni annue sono di circa 2730 mm,
| San José            | Mesi | Mesi | Mesi | Mesi | Mesi | Mesi | Mesi | Mesi | Mesi | Mesi | Mesi | Mesi | Stagioni | Stagioni | Stagioni | Stagioni | Anno  |
| San José            | Gen  | Feb  | Mar  | Apr  | Mag  | Giu  | Lug  | Ago  | Set  | Ott  | Nov  | Dic  | Inv      | Pri      | Est      | Aut      | Anno  |
| ------------------- | ---- | ---- | ---- | ---- | ---- | ---- | ---- | ---- | ---- | ---- | ---- | ---- | -------- | -------- | -------- | -------- | ----- |
| T. max. media (°C)  | 25,3 | 26,1 | 27,0 | 27,3 | 26,7 | 25,8 | 25,5 | 25,8 | 25,6 | 25,1 | 24,8 | 24,9 | 25,4     | 27,0     | 25,7     | 25,2     | 25,8  |
| T. min. media (°C)  | 15,1 | 15,1 | 15,7 | 16,6 | 16,6 | 16,6 | 16,8 | 16,4 | 16,0 | 15,9 | 15,8 | 15,2 | 15,1     | 16,3     | 16,6     | 15,9     | 16,0  |
| Precipitazioni (mm) | 18   | 15   | 23   | 78   | 343  | 382  | 282  | 383  | 464  | 472  | 214  | 56   | 89       | 444      | 1 047    | 1 150    | 2 730 |

## Storia
Il nucleo urbano di San José nacque durante il XVIII secolo per opera dei colonizzatori spagnoli. Per molti anni San José è rimasta un piccolo centro urbano (la capitale di quel periodo era Cartago). La crescita urbana iniziò a ritmo lento alla fine del XVIII secolo, per poi accelerare all'inizio del XIX, in virtù dello sviluppo delle piantagioni di caffè nelle campagne limitrofe. Nel 1801 ricevette dal Governatore Tomás Acosta il nome ufficiale di San José. Le Corti di Cadice le concedettero il titolo di città, che successivamente perse nel 1814 coll'affermarsi del periodo dell'assolutismo.
Al censimento del 1815 San José contava 11 500 abitanti. Durante tutto il XIX secolo si consolidò il piano di sviluppo urbano, basato sullo schema urbano tipico delle città spagnole (a quadrati): furono costruite alcune chiese, fra le quali la Chiesa della Merced, il tempio de El Carmen e la Chiesa de la Soledad. Nel 1820 fu restituito a San José il titolo di città. Raggiunta l'indipendenza dell'America centrale dalla sovranità della corona spagnola, il destino del paese fu a lungo dibattuto.
I cartaginesi e gli herediani spingevano per l'adesione della Costa Rica all'Impero Messicano di Iturbide. Dall'altra parte i josefini e gli alajuelensi, guidati da Gregorio José Ramírez, lottarono per la creazione della Repubblica. Questi ultimi alla fine prevalsero e nel 1823 fu dichiarata l'indipendenza del paese e la conseguente secessione della Costa Rica dall'Impero Messicano. La capitale del paese fu quindi trasferita da Cartago a San José.
Nel 1843, l'allora Ministro Generale José María Castro Madriz, firmò il decreto che istituiva l'Università di San Tommaso, primo centro di studi superiori del paese che sarebbe poi diventato l'attuale Universidad de Costa Rica. Con il governo di Juan Rafael Mora Porras, alla metà del secolo XIX, alla città fu dato un notevole sviluppo urbano, si ampliarono le avenidas e furono costruiti palazzi moderni, teatri, banche, alberghi ed edifici pubblici.
Si iniziò inoltre la costruzione della rete fognaria, l'illuminazione pubblica, la rete tramviaria e telegrafica. Fu inaugurata la centrale idroelettrica nel quartiere di Aranjuez, grazie alla quale furono collocati i primi 25 lampioni nel centro di San José. San José fu la quarta città del mondo e la prima nell'America Latina ad essere illuminata con l'energia elettrica, preceduta solamente da Napoli, New York e Parigi. Agli inizi del XX secolo il centro di San José vide svilupparsi le attività commerciali, che crebbero a ritmo sostenuto e congestionato, tanto che iniziò l'emigrazione dei josefini dal centro verso le periferie.

## Cultura

### Istruzione
A San José ha sede l'Accademia panamericana di storia della medicina, che ha lo scopo di promuovere lo studio della storia della scienza medica in America.

## Area metropolitana
L'area metropolitana di San José comprende quattordici cantoni e più precisamente: Alajuelita, Cantone di Aserrí, Curridabat, Desamparados, Escazú, Goicoechea, La Unión, Montes de Oca, Mora, Moravia, Santa Ana, Tibás, Vázquez de Coronado e San José. La popolazione totale dell'area metropolitana è di 1 218 522 abitanti (2000).

## Infrastrutture e trasporti
La città è servita dall'Aeroporto Internazionale Juan Santamaría, ubicato a 20 km da San José, nella città di Alajuela.

## Amministrazione

### Gemellaggi
San José è gemellata con:
- Madrid
- Santo Domingo
- Taipei
- Bari, dal 2019[3]